# Cryptopimpla procul
Cryptopimpla procul là một loài tò vò trong họ Ichneumonidae.